# Młyn w Jankowicach (powiat brzeziński)

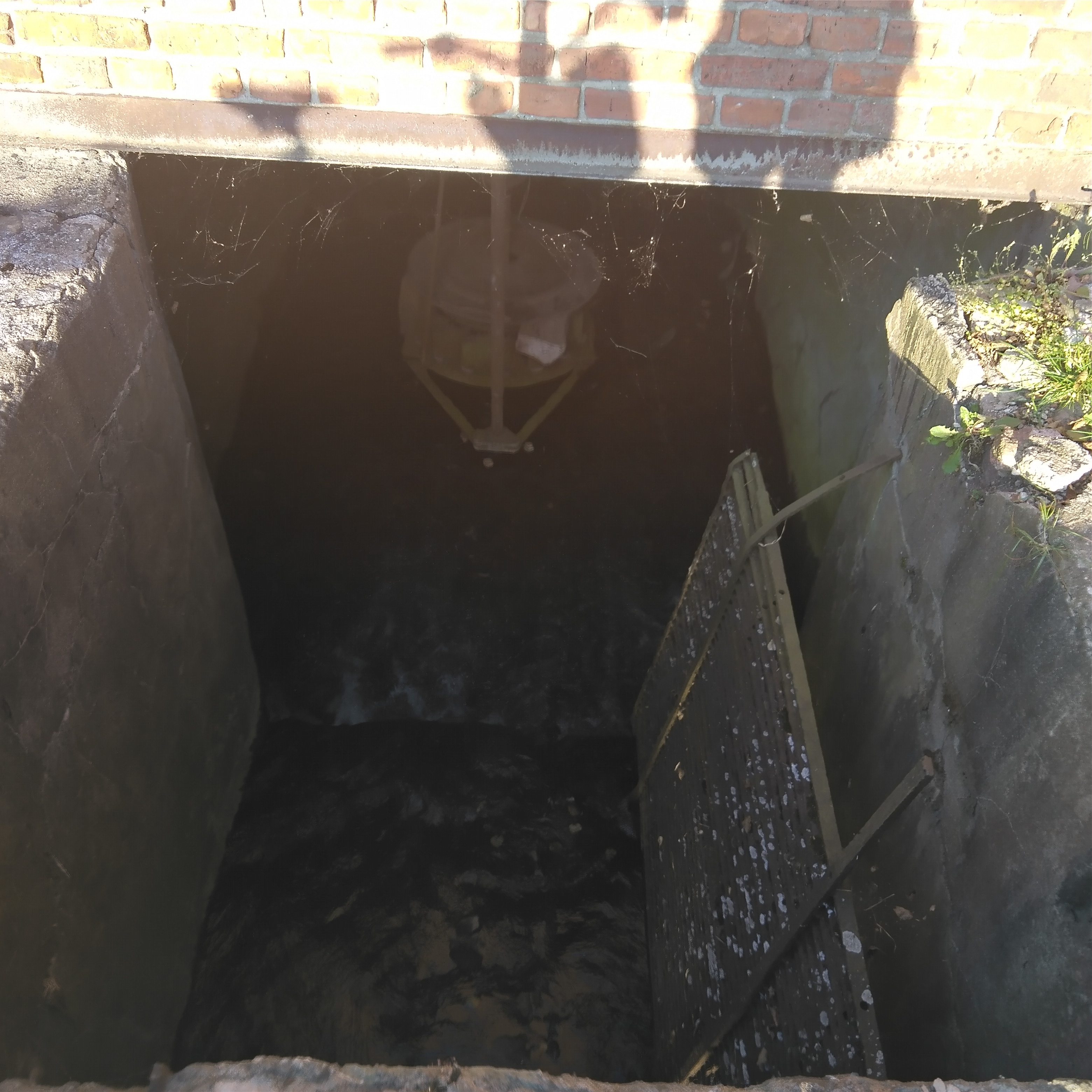
Zachowane wyposażenie turbinowni młyna w Jankowicach (2024)

Młyn w Jankowicach – młyn wodny nad Rawką wybudowany ok. 1924 r. Znajduje się w Jankowicach, w powiecie brzezińskim, w województwie łódzkim.

## Historia miejsca
Młyny wodne nad Rawką w tej lokalizacji istniały od niepamiętnych czasów. W latach 70. XIX w. istniała osada młyńska Jankowice. Zachowała się pamięć o poprzednim młynie zlokalizowanym w niewielkiej odległości od obecnego: był to drewniany młyn parterowy poruszany kołem wodnym i wyposażony w dwie pary kamieni francuskich (w ostatnich latach zostały one zastąpione walcami), perlak i jagielnik. Był to młyn typu gospodarczego produkujący kaszę i śrutę na użytek okolicznych mieszkańców. Młyn został zlikwidowany w latach 20. XX w..

## Obecny młyn
Wkrótce po likwidacji dawnego młyna gospodarczego tj. ok. 1924 r. wybudowano obecnie istniejący młyn: budynek jednopiętrowy, murowany z cegły, z dachem dwuspadowym krytym papą, z przylegającą murowaną turbinownią. Początkowo poruszany był turbiną wodną. W 1958 r. w młynie zainstalowano silnik elektryczny. W okresie PRL był czynny i stanowił własność prywatną. Jego moc przemiałowa wynosiła wówczas ok. 3,5-5 t zboża na dobę. W 2024 r. jest nieczynny i niezagospodarowany.